# Pjotr Semjonov-Tian-Sjanskij

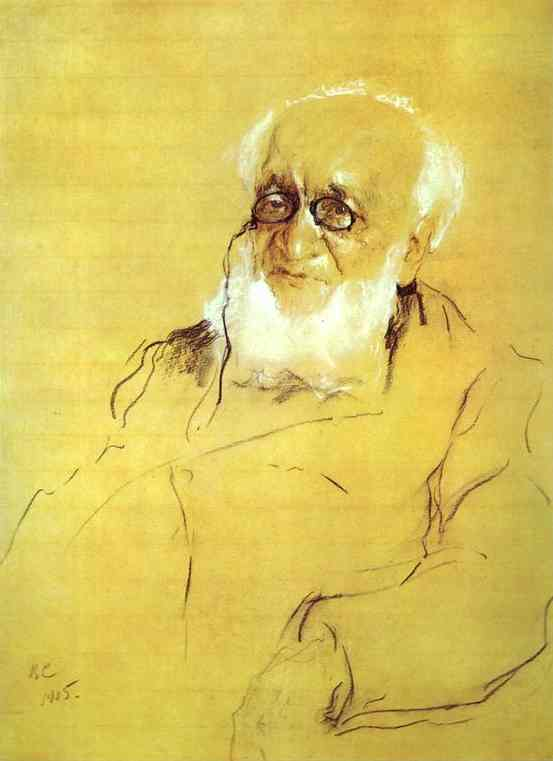
Pjotr Semjonov-Tian-Sjanskij, porträtt av Valentin Serov (1905).

Pjotr Petrovitj Semjonov-Tian-Sjanskij (ryska: Пётр Петрович Семёнов-Тян-Шанский), född 14 januari (g.s. 2 januari) 1827 i guvernementet Rjazan, död 11 mars (g.s. 26 februari) 1912 i Sankt Petersburg, var en rysk geograf och statistiker.
Semjonov-Tian-Sjanskij blev 1851 filosofie doktor i Sankt Petersburg. Sedan 1849 var han medlem av geografiska sällskapet där samt dess bibliotekarie och 1863–1872 sekreterare i avdelningen för fysisk geografi, fick han i uppdrag att verkställa en rysk moderniserad bearbetning av den del av Carl Ritters då ett par årtionden gamla arbete över Asien, som behandlar det asiatiska Ryssland och angränsande länder. För ändamålet studerade han tre terminer i Berlin för Ritter, Heinrich Ernst Beyrich, Gustav Rose och Heinrich Wilhelm Dove samt gjorde resor till de schlesiska kolgruvedistrikten och Vesuvius.
Efter att ha utgett första bandet av Ritters "Asien" (1856) ställde han färden till Centralasien, undersökte bergskedjorna omkring Ysyk-Köl och inträngde i Kirgizbergen och Tianshan, från Narin och övre Syr-Darja i väster till övre Tarim i öster, först bland européer, och fann, att Alexander von Humboldts på torftiga kinesiska uppgifter stödda förmodan, att bergskedjan skulle ha ännu verksamma vulkaner saknade grund.
Semjonov-Tian-Sjanskij var sekreterare i kommittén för böndernas frigörelse, och fick samtidigt i uppdrag att redigera "Geografisk-statistisk ordbok över ryska riket" (fem band, 1863-85), varjämte han 1864–1880 var direktör för Centrala statistiska kommittén i inrikesministeriet, och i denna egenskap organiserade han på vetenskaplig grund den förut mycket bristfälliga officiella statistiken; bland annat företogs under hans ledning för första gången en undersökning av jordegendomen, varvid han föreslog en indelning av Ryssland i naturliga geografiska och kulturhistoriska områden.
Från 1863 var han Rysslands representant på alla internationella statistiska kongresser och 1876–1897 ordförande i statistiska konseljen i inrikesministeriet samt organiserade den första och allmänna folkräkningen i Ryssland 1897. I bearbetningen av dess resultat tog han ingen del, eftersom han samma år utnämndes till medlem av riksrådet. Sedan 1873 var han (efter Fjodor Litke) till sin död geografiska sällskapets vicepresident och skrev dess historia under dess första femtioåriga tillvaro (tre band, 1896).
Till de sista av Semjonov-Tian-Sjanskijs arbeten hör planläggningen av "Rossija", en beskrivning av Ryssland i geografiskt, geologiskt, statistiskt, etnografiskt, ekonomiskt och historiskt hänseende i 22 band, rikt försedd med kartor, diagram, vyer och folktyper, med en av hans söner som huvudredaktör. Han var jämväl entomolog (han hade den största privata samlingen i Europa av palearktiska coleoptera) samt samlare och kännare av neder- och flamländska konstnärers tavlor, över vilka han skrev en studie.

## Utmärkelser
- Kommendör av Nordstjärneorden,  1867
- Dannebrogorden,  1873
- Kommendör med stora korset av Nordstjärneorden,  3 juni 1873
- Founder’s Medal,  1897[9]
- Carl Ritter-medaljen,  1900
- Frans Josefsorden
- Kungliga Nordstjärneorden
- Järnkroneorden
- Leopoldorden
- Nederländska Lejonorden
- Obefläckade avlelsens orden
- Järnkroneorden
- Frälsarens orden
- Etiopiska Stjärnorden
- Storofficer av Sankt Mauritius och Sankt Lazarusorden
- Storkorsriddare av Italienska kronorden
- Hessiska Filip den ädelmodiges orden
- Pour le Mérite
- Ryska Sankt Stanislausorden
- Sankt Stanislausorden, första klassen
- Sankt Vladimirs orden, fjärde klassen
- Vita örnens orden
- Pour le Mérite för vetenskap och konst
- Sankt Annas orden, första klass
- Bayerska Sankt Mikaels förtjänstorden
- Sankt Vladimirs orden, tredje klass
- Sankt Vladimirs orden, första klassen
- Sankt Alexander Nevskij-orden
- Sankt Vladimirs orden, andra klassen
- Sankt Vladimirs orden
- Andreasorden
- Riddare av Sankt Alexander Nevskij-orden

[Redigera Wikidata]